# Butylparaben
Butylparaben er et stof som blandt andet benyttes til konserveringsmiddel i kosmetiske produkter (som f.eks. cremer). Stoffet er udbredt fordi det kun i mindre omfang giver anledning til allergiske reaktioner. Til gengæld har Butylparaben vist sig at være hormonforstyrrende.
CAS-nummer: 94-26-8